# Новорозовка (Одесская область)
Новорозовка (укр. Новорозівка) — село, относится к Подольскому району Одесской области Украины.
Население по переписи 2001 года составляло 8 человек. Почтовый индекс — 67950. Телефонный код — 4861. Занимает площадь 0,017 км². Код КОАТУУ — 5123180803.

## Местный совет
67950, Одесская обл., Подольский р-н, с. Гулянка